# Stacy (piosenkarka)
Stacy, właśc. Stracie Angie Anam (ur. 18 sierpnia 1990 w Kota Kinabalu, Sabah) – malezyjska piosenkarka.
Wykonała trzy albumy studyjne: The Best of Stacy (2008), Aku Stacy (2009) oraz  Stay-C (2011).

## Dyskografia

### Albumy koncertowe
| Rok  | Dane dot. albumu                                                                 |
| ---- | -------------------------------------------------------------------------------- |
| 2008 | The Best of Stacy - Data wydania: Marzec 2008 - Wytwórnia: Maestro Entertainment |

### EP
| Rok  | Dane dot. albumu                                                                   |
| ---- | ---------------------------------------------------------------------------------- |
| 2009 | Aku Stacy - Data wydania: 10 grudnia 2005 - Wytwórnia: Astro Entertainment Sdn Bhd |
| 2011 | Stay-C - Data wydania: Wrzesień 2011 - Wytwórnia: Warner Music Malaysia            |